# Vito Bardi
Vito Bardi (ur. 18 sierpnia 1951 w Potenzy) – włoski polityk, funkcjonariusz Korpusu Straży Skarbowej w stopniu generała, od 2019 prezydent Basilicaty.

## Życiorys
Uczył się w liceum wojskowym Nunziatella w Neapolu i następnie od 1970 do 1974 w akademii sił zbrojnych. Ukończył łącznie cztery kierunki studiów: ekonomię, prawo, stosunki międzynarodowe oraz bezpieczeństwo finansowe i ekonomiczne. Kształcił się też w zakresie prawa podatkowego, zarządzania i informatyki. Uzyskał uprawnienia audytora, wykładał na różnych uczelniach i opublikował dwie książki. Od 1970 działał w służbie finansowej Guardia di Finanza, w 1995 zostając pułkownikiem, a w 2009 generałem. Od 2005 był dowódcą GdF w regionie Kampania, później został inspektorem w całych południowych Włoszech. Od września 2013 do września 2014 pełnił funkcję zastępcy szefa tej służby, następnie odszedł na emeryturę.
W marcu 2019 otrzymał rekomendację koalicji centroprawicowych partii na prezydenta Basilicaty, wybrano go też radnym regionu. Objął stanowisko 16 kwietnia 2019 (jako pierwszy od 49 lat kandydat centroprawicowy).
Żonaty, ma dwoje dzieci. Mieszka w Neapolu. Odznaczony m.in. Orderem Zasługi Republiki Włoskiej, Orderem Pro Merito Melitensi, Świętym Konstantyńskim Orderem Wojskowym Świętego Jerzego oraz medalami za wieloletnią służbę.